# Indigofera amblyantha
Indigofera amblyantha är en ärtväxtart som beskrevs av William Grant Craib. Indigofera amblyantha ingår i släktet indigosläktet, och familjen ärtväxter. Inga underarter finns listade i Catalogue of Life.